# 砂拉越人民阵线
砂拉越人民阵线（英語：Sarawak People’s Organization；简称：砂婆党、SAPO）是马来西亚砂拉越州的一个已不存在的政党。
1976年3月21日，砂拉越国民党加盟砂州国阵，砂拉越州议会出现反对党真空。1977年8月30日，数位美里华族青年知识分子，以司徒美堂律师为首，组织团结包括数位伊班族知识分子，成立了标榜社会主义的政党一一砂拉越人民阵线，简称砂婆。
砂婆党以“砂拉越人的砂拉越”为口号，得到不满联邦的达雅人支持。1978年全国大选中，司徒美堂上阵兰卑尔国会议席，以一万多张票当选。
然而，1979年砂拉越州议会选举前夕，司徒美堂突然失踪，砂婆党派出的五名候选人因此败选。
1985年，砂婆党在遭遇了诸多困难后宣布解散。

## 大选成绩
| 选举 | 赢得席位 | 竞选席位 | 总得票数 | 得票率       | 选举领袖 |
| ---- | -------- | -------- | -------- | ------------ | -------- |
| 1978 | 1 / 154  | 10,150   | 0.0028%  | ▲1席；反对党 | 司徒美堂 |